# Campionatul European de Handbal Feminin din 2012
A 10-a ediție a Campionatului European de Handbal Feminin s-a desfășurat în Serbia, în perioada 4 decembrie - 16 decembrie 2012.
Campionatul European din 2012 fusese programat să se desfășoare în Olanda, între 4 și 16 decembrie. Se va desfășura în Serbia ca urmare a deciziei Federației Internaționale de Handbal.
Pe 4 iunie 2012, Federația Olandeză de Handbal a făcut public că renunță să-l mai organizeze. Pe 18 iunie s-a anunțat că Serbia va găzdui turneul.

## Candidaturi
Pe 5 iunie, zece națiuni și-au arătat interesul în organizarea competiției. Printre ele: Croația, Danemarca, Macedonia, Islanda, Norvegia, Polonia, Rusia, Serbia, Slovacia, Suedia. România și-a exprimat șie ea interesul ziua următoare.

## Săli
- Kombank Arena, Belgrad (22.680 de locuri) (Grupa A, Grupele principale, Semifinalele și Finala)
- SPC Vojvodina, Novi Sad (11.500 de locuri) (Grupa C, Grupele principale)
- Centrul Sportiv Čair, Niš (5.000 de locuri) (Grupa B)
- Millennium Center, Vršac (5.000 de locuri) (Grupa D)

| Novi Sad                      | Vršac                             | Belgrad                        | Niš                                  |
| SPC Vojvodina 8.000 de locuri | Millennium Center 4.058 de locuri | Kombank Arena 22.680 de locuri | Centrul Sportiv Čair 4.000 de locuri |
|                               |                                   |                                |                                      |

## Calificări
Meciurile de calificare s-au desfășurat din septembrie 2011 și până în iunie 2012. Urmând noul sistem introdus începând cu Campionatul Mondial Masculin din 2010, toate echipele au fost incluse în faza calificărilor, cu excepția Olandei, care era considerată organizatoarea turneului înainte să-și anunțe retragerea. Echipele au fost împărțite în 7 grupe, iar primele două echipe din fiecare grupă s-au calificat.

### Echipe calificate
| Țara              | Calificate ca          | Data obținerii calificării | Apariții anterioare în competiție1                       |
| ----------------- | ---------------------- | -------------------------- | -------------------------------------------------------- |
| Norvegia          | Campioana en-titre     | 19 decembrie 2010          | 9 (1994, 1996, 1998, 2000, 2002, 2004, 2006, 2008, 2010) |
| Croația           | Câștigătoarea Grupei 6 | 24 martie 2012             | 6 (1994, 1996, 2004, 2006, 2008, 2010)                   |
| Cehia             | Locul doi din Grupa 5  | 25 martie 2012             | 3 (1994, 2002, 2004)                                     |
| Suedia            | Câștigătoarea Grupei 5 | 25 martie 2012             | 7 (1994, 1996, 2002, 2004, 2006, 2008, 2010)             |
| Germania          | Câștigătoarea Grupei 1 | 30 mai 2012                | 9 (1994, 1996, 1998, 2000, 2002, 2004, 2006, 2008, 2010) |
| Ungaria           | Locul doi din Grupa 1  | 30 mai 2012                | 9 (1994, 1996, 1998, 2000, 2002, 2004, 2006, 2008, 2010) |
| România           | Câștigătoarea Grupei 2 | 30 mai 2012                | 8 (1994, 1996, 1998, 2000, 2002, 2004, 2008, 2010)       |
| Serbia            | Locul doi din Grupa 2  | 30 mai 2012                | 3 (2006, 2008, 2010)                                     |
| Franța            | Câștigătoarea Grupei 4 | 30 mai 2012                | 6 (2000, 2002, 2004, 2006, 2008, 2010)                   |
| Danemarca         | Locul doi din Grupa 6  | 2 iunie 2012               | 9 (1994, 1996, 1998, 2000, 2002, 2004, 2006, 2008, 2010) |
| Spania            | Locul doi din Grupa 7  | 2 iunie 2012               | 6 (1998, 2002, 2004, 2006, 2008, 2010)                   |
| Ucraina           | Câștigătoarea Grupei 7 | 3 iunie 2012               | 9 (1994, 1996, 1998, 2000, 2002, 2004, 2006, 2008, 2010) |
| Macedonia de Nord | Locul doi din Grupa 4  | 3 iunie 2012               | 4 (1998, 2000, 2006, 2008)                               |
| Muntenegru        | Câștigătoarea Grupei 3 | 3 iunie 2012               | 1 (2010)                                                 |
| Rusia             | Locul doi din Grupa 3  | 3 iunie 2012               | 9 (1994, 1996, 1998, 2000, 2002, 2004, 2006, 2008, 2010) |
| Islanda           | A primit ultimul loc   | 3 iunie 2012               | 1 (2010)                                                 |

1 Bold indică echipa campioană din acel an

## Arbitri
Au fost selectate 12 perechi de arbitri:
| Arbitri   | Arbitri                                     |
| --------- | ------------------------------------------- |
| Belarus   | Andrei Gusko Serghei Repkin                 |
| Croația   | Helena Crnojević Emina Kostecki-Radić       |
| Cehia     | Jiří Opava Pavel Válek                      |
| Danemarca | Marlene Kroløkke Lythje Karina Christiansen |
| Franța    | Charlotte Bonaventura Julie Bonaventura     |
| Ungaria   | Péter Horvárth Balázs Márton                |

| Arbitri  | Arbitri                             |
| -------- | ----------------------------------- |
| Letonia  | Zigmārs Stoļarovs Renārs Līcis      |
| Polonia  | Joanna Brehmer Agnieszka Skowronek  |
| România  | Diana-Carmen Florescu Anamaria Duță |
| Serbia   | Branka Marić Zorica Mašić           |
| Slovacia | Peter Brunovský Vladimír Čanda      |
| Spania   | Andreu Marín Ignacio García         |

## Distribuție
Tragerea la sorți a fost programată pentru 6 iunie 2012, la ora locală 14:00 (16:00 EET), în Rotterdam, Olanda. Procedura de selecție a fost anunțată pe 15 mai. Tragerea la sorți a fost apoi anulată datorită retragerii Federației Olandeze de Handbal și a fost reprogramată pentru 22 iunie 2012, în Monaco. Urnele valorice au fost rearanjate datorită îndepărtării Olandei și adăugării Islandei.
| Urna 1                                  | Urna a 2-a                                 | Urna a 3-a                             | Urna a 4-a                                     |
| --------------------------------------- | ------------------------------------------ | -------------------------------------- | ---------------------------------------------- |
| - Norvegia - Suedia - România - Croația | - Franța - Muntenegru - Germania - Ucraina | - Serbia - Danemarca - Rusia - Ungaria | - Spania - Cehia - Macedonia de Nord - Islanda |

## Grupele preliminare
Tragerea la sorți s-a desfășurat pe 22 iunie 2012. Calendarul partidelor a fost anunțat pe 13 iulie.
Primele trei echipe din fiecare grupă preliminară vor avansa în grupele principale, în timp ce ultima clasată din fiecare grupă este eliminată.
|  | Echipele calificate în grupele principale |

Programul de desfășurare de mai jos respectă ora locală a Serbiei.

### Grupa A
| Echipa   | M | V | E | Î | GM | GP | G  | Pct |
| -------- | - | - | - | - | -- | -- | -- | --- |
| Norvegia | 3 | 3 | 0 | 0 | 67 | 62 | +5 | 6   |
| Serbia   | 3 | 2 | 0 | 1 | 79 | 75 | +4 | 4   |
| Cehia    | 3 | 1 | 0 | 2 | 68 | 71 | −3 | 2   |
| Ucraina  | 3 | 0 | 0 | 3 | 62 | 68 | −6 | 0   |

| 4 decembrie 2012 17:45 | Ucraina     | 22 – 25 | Cehia                | Arena Belgrad, Belgrad Asistență: 450 Arbitri: Brehmer, Skowronek |
| 4 decembrie 2012 17:45 | Borșcenko 7 | (7–12)  | Štěrbová, Luzumová 6 | Arena Belgrad, Belgrad Asistență: 450 Arbitri: Brehmer, Skowronek |
| 4 decembrie 2012 17:45 | 6× 4×       | Raport  | 2× 3×                | Arena Belgrad, Belgrad Asistență: 450 Arbitri: Brehmer, Skowronek |

| 4 decembrie 2012 20:15 | Norvegia           | 28 – 26 | Serbia       | Kombank Arena, Belgrad Asistență: 5.000 Arbitri: Marín, García |
| 4 decembrie 2012 20:15 | Riegelhuth Koren 8 | (17–12) | Ognjenović 9 | Kombank Arena, Belgrad Asistență: 5.000 Arbitri: Marín, García |
| 4 decembrie 2012 20:15 | 4× 3× 1×           | Raport  | 6× 4×        | Kombank Arena, Belgrad Asistență: 5.000 Arbitri: Marín, García |

| 6 decembrie 2012 18:15 | Serbia                 | 25 – 23 | Ucraina      | Kombank Arena, Belgrad Asistență: 4.000 Arbitri: Florescu, Duță |
| 6 decembrie 2012 18:15 | Popović, Damnjanović 5 | (14–10) | Managarova 7 | Kombank Arena, Belgrad Asistență: 4.000 Arbitri: Florescu, Duță |
| 6 decembrie 2012 18:15 | 3× 4×                  | Raport  | 7× 4×        | Kombank Arena, Belgrad Asistență: 4.000 Arbitri: Florescu, Duță |

| 6 decembrie 2012 20:15 | Cehia       | 19 – 21 | Norvegia  | Kombank Arena, Belgrad Asistență: 450 Arbitri: Crnojević, Kostecki-Radić |
| 6 decembrie 2012 20:15 | Poznarová 5 | (12–10) | Sulland 8 | Kombank Arena, Belgrad Asistență: 450 Arbitri: Crnojević, Kostecki-Radić |
| 6 decembrie 2012 20:15 | 4×          | Raport  | 3×        | Kombank Arena, Belgrad Asistență: 450 Arbitri: Crnojević, Kostecki-Radić |

| 8 decembrie 2012 18:15 | Norvegia  | 18 – 17 | Ucraina             | Kombank Arena, Belgrad Asistență: 1.554 Arbitri: Stoļarovs, Līcis |
| 8 decembrie 2012 18:15 | Sulland 6 | (8–11)  | Glibko, Borșcenko 4 | Kombank Arena, Belgrad Asistență: 1.554 Arbitri: Stoļarovs, Līcis |
| 8 decembrie 2012 18:15 | 3×        | Raport  | 9× 2× 1×            | Kombank Arena, Belgrad Asistență: 1.554 Arbitri: Stoļarovs, Līcis |

| 8 decembrie 2012 20:15 | Serbia             | 28 – 24 | Cehia              | Kombank Arena, Belgrad Asistență: 4.000 Arbitri: Horvárth, Márton |
| 8 decembrie 2012 20:15 | Lekić, Pop-Lazić 6 | (12–15) | Černá, Chrenková 6 | Kombank Arena, Belgrad Asistență: 4.000 Arbitri: Horvárth, Márton |
| 8 decembrie 2012 20:15 | 6× 3×              | Raport  | 3×                 | Kombank Arena, Belgrad Asistență: 4.000 Arbitri: Horvárth, Márton |

### Grupa B
| Echipa            | M | V | E | Î | GM | GP | G   | Pct |
| ----------------- | - | - | - | - | -- | -- | --- | --- |
| Franța            | 3 | 2 | 0 | 1 | 80 | 61 | +19 | 4   |
| Danemarca         | 3 | 2 | 0 | 1 | 91 | 84 | +7  | 4   |
| Suedia            | 3 | 2 | 0 | 1 | 70 | 65 | +5  | 4   |
| Macedonia de Nord | 3 | 0 | 0 | 3 | 61 | 92 | −31 | 0   |

| 4 decembrie 2012 18:15 | Franța     | 29 – 16 | Macedonia de Nord | Centrul Sportiv Čair, Niš Asistență: 750 Arbitri: Horvárth, Márton |
| 4 decembrie 2012 18:15 | Baudouin 8 | (15–10) | Nikolić 6         | Centrul Sportiv Čair, Niš Asistență: 750 Arbitri: Horvárth, Márton |
| 4 decembrie 2012 18:15 | 2× 3×      | Raport  | 2×                | Centrul Sportiv Čair, Niš Asistență: 750 Arbitri: Horvárth, Márton |

| 4 decembrie 2012 20:15 | Suedia  | 27 – 26 | Danemarca   | Centrul Sportiv Čair, Niš Asistență: 300 Arbitri: Florescu, Duță |
| 4 decembrie 2012 20:15 | Ahlm 10 | (13–15) | Jørgensen 6 | Centrul Sportiv Čair, Niš Asistență: 300 Arbitri: Florescu, Duță |
| 4 decembrie 2012 20:15 | 1×      | Raport  | 4× 3×       | Centrul Sportiv Čair, Niš Asistență: 300 Arbitri: Florescu, Duță |

| 6 decembrie 2012 18:15 | Macedonia de Nord | 15 – 26 | Suedia       | Centrul Sportiv Čair, Niš Asistență: 300 Arbitri: Stoļarovs, Līcis |
| 6 decembrie 2012 18:15 | Bajramoska 4      | (8–11)  | Torstenson 8 | Centrul Sportiv Čair, Niš Asistență: 300 Arbitri: Stoļarovs, Līcis |
| 6 decembrie 2012 18:15 | 2×                | Raport  | 1× 2×        | Centrul Sportiv Čair, Niš Asistență: 300 Arbitri: Stoļarovs, Līcis |

| 6 decembrie 2012 20:15 | Danemarca            | 28 – 27 | Franța             | Centrul Sportiv Čair, Niš Asistență: 200 Arbitri: Brehmer, Skowronek |
| 6 decembrie 2012 20:15 | Nørgaard, Burgaard 7 | (15–12) | Baudouin, Njitam 5 | Centrul Sportiv Čair, Niš Asistență: 200 Arbitri: Brehmer, Skowronek |
| 6 decembrie 2012 20:15 | 2×                   | Raport  | 1× 3×              | Centrul Sportiv Čair, Niš Asistență: 200 Arbitri: Brehmer, Skowronek |

| 8 decembrie 2012 18:15 | Suedia       | 17 – 24 | Franța           | Centrul Sportiv Čair, Niš Asistență: 500 Arbitri: Crnojević, Kostecki-Radić |
| 8 decembrie 2012 18:15 | Torstenson 5 | (8–13)  | Signaté, Mendy 4 | Centrul Sportiv Čair, Niš Asistență: 500 Arbitri: Crnojević, Kostecki-Radić |
| 8 decembrie 2012 18:15 | 1× 2×        | Raport  | 2× 4×            | Centrul Sportiv Čair, Niš Asistență: 500 Arbitri: Crnojević, Kostecki-Radić |

| 8 decembrie 2012 20:15 | Danemarca    | 37 – 30 | Macedonia de Nord     | Centrul Sportiv Čair, Niš Asistență: 1.000 Arbitri: Marín, García |
| 8 decembrie 2012 20:15 | Augustesen 8 | (17–13) | Crvenkoska, Nikolić 7 | Centrul Sportiv Čair, Niš Asistență: 1.000 Arbitri: Marín, García |
| 8 decembrie 2012 20:15 | 4× 3×        | Raport  | 3×                    | Centrul Sportiv Čair, Niš Asistență: 1.000 Arbitri: Marín, García |

### Grupa C
| Echipa   | M | V | E | Î | GM | GP | G  | Pct |
| -------- | - | - | - | - | -- | -- | -- | --- |
| Ungaria  | 3 | 2 | 0 | 1 | 83 | 80 | +3 | 4   |
| Spania   | 3 | 2 | 0 | 1 | 79 | 73 | +6 | 4   |
| Germania | 3 | 1 | 0 | 2 | 58 | 63 | −5 | 2   |
| Croația  | 3 | 1 | 0 | 2 | 65 | 69 | −4 | 2   |

| 4 decembrie 2012 18:15 | Germania    | 20 – 23 | Spania   | SPC Vojvodina, Novi Sad Asistență: 1.200 Arbitri: Lythje, Christiansen |
| 4 decembrie 2012 18:15 | Steinbach 6 | (12–13) | Martín 7 | SPC Vojvodina, Novi Sad Asistență: 1.200 Arbitri: Lythje, Christiansen |
| 4 decembrie 2012 18:15 | 5× 4×       | Raport  | 3× 4×    | SPC Vojvodina, Novi Sad Asistență: 1.200 Arbitri: Lythje, Christiansen |

| 4 decembrie 2012 20:15 | Croația | 28 – 27 | Ungaria  | SPC Vojvodina, Novi Sad Asistență: 1.800 Arbitri: Opava, Válek |
| 4 decembrie 2012 20:15 | Zebić 9 | (15–14) | Tomori 9 | SPC Vojvodina, Novi Sad Asistență: 1.800 Arbitri: Opava, Válek |
| 4 decembrie 2012 20:15 | 5× 3×   | Raport  | 2× 3×    | SPC Vojvodina, Novi Sad Asistență: 1.800 Arbitri: Opava, Válek |

| 5 decembrie 2012 18:15 | Spania   | 25 – 21 | Croația | SPC Vojvodina, Novi Sad Asistență: 2.000 Arbitri: Brunovský, Čanda |
| 5 decembrie 2012 18:15 | Mangué 7 | (13–10) | Zebić 7 | SPC Vojvodina, Novi Sad Asistență: 2.000 Arbitri: Brunovský, Čanda |
| 5 decembrie 2012 18:15 | 3×       | Raport  | 4× 2×   | SPC Vojvodina, Novi Sad Asistență: 2.000 Arbitri: Brunovský, Čanda |

| 5 decembrie 2012 20:15 | Ungaria   | 24 – 21 | Germania | SPC Vojvodina, Novi Sad Asistență: 2.500 Arbitri: Bonaventura, Bonaventura |
| 5 decembrie 2012 20:15 | Görbicz 9 | (11-14) | Zapf 5   | SPC Vojvodina, Novi Sad Asistență: 2.500 Arbitri: Bonaventura, Bonaventura |
| 5 decembrie 2012 20:15 | 2×        | Raport  | 4× 3×    | SPC Vojvodina, Novi Sad Asistență: 2.500 Arbitri: Bonaventura, Bonaventura |

| 7 decembrie 2012 18:15 | Ungaria   | 32 – 31 | Spania   | SPC Vojvodina, Novi Sad Asistență: 3.700 Arbitri: Marić, Mašić |
| 7 decembrie 2012 18:15 | Tomori 12 | (17–14) | Martín 7 | SPC Vojvodina, Novi Sad Asistență: 3.700 Arbitri: Marić, Mašić |
| 7 decembrie 2012 18:15 | 3×        | Raport  | 3× 2×    | SPC Vojvodina, Novi Sad Asistență: 3.700 Arbitri: Marić, Mašić |

| 7 decembrie 2012 20:15 | Croația | 16 – 17 | Germania   | SPC Vojvodina, Novi Sad Asistență: 2.100 Arbitri: Gusko, Repkin |
| 7 decembrie 2012 20:15 | Zebić 5 | (7-8)   | Augsburg 4 | SPC Vojvodina, Novi Sad Asistență: 2.100 Arbitri: Gusko, Repkin |
| 7 decembrie 2012 20:15 | 2× 3×   | Raport  | 4× 3×      | SPC Vojvodina, Novi Sad Asistență: 2.100 Arbitri: Gusko, Repkin |

### Grupa D
| Echipa     | M | V | E | Î | GM | GP | G   | Pct |
| ---------- | - | - | - | - | -- | -- | --- | --- |
| Muntenegru | 3 | 3 | 0 | 0 | 79 | 63 | +16 | 6   |
| Rusia      | 3 | 1 | 1 | 1 | 78 | 72 | +6  | 3   |
| România    | 3 | 1 | 1 | 1 | 63 | 63 | 0   | 3   |
| Islanda    | 3 | 0 | 0 | 3 | 56 | 78 | −22 | 0   |

| 4 decembrie 2012 18:05 | Muntenegru  | 26 – 16 | Islanda       | Millennium Center, Vršac Asistență: 2.800 Arbitri: Gusko, Repkin |
| 4 decembrie 2012 18:05 | Bulatović 7 | (10–7)  | Bragadóttir 5 | Millennium Center, Vršac Asistență: 2.800 Arbitri: Gusko, Repkin |
| 4 decembrie 2012 18:05 | 5× 3×       | Raport  | 4× 3×         | Millennium Center, Vršac Asistență: 2.800 Arbitri: Gusko, Repkin |

| 4 decembrie 2012 20:15 | România | 21 – 21 | Rusia     | Millennium Center, Vršac Asistență: 3.200 Arbitri: Marić, Mašić |
| 4 decembrie 2012 20:15 | Curea 9 | (12–7)  | Hmirova 6 | Millennium Center, Vršac Asistență: 3.200 Arbitri: Marić, Mašić |
| 4 decembrie 2012 20:15 | 4× 3×   | Raport  | 3×        | Millennium Center, Vršac Asistență: 3.200 Arbitri: Marić, Mašić |

| 5 decembrie 2012 18:05 | Rusia      | 27 – 30 | Muntenegru            | Millennium Center, Vršac Asistență: 1.000 Arbitri: Opava, Válek |
| 5 decembrie 2012 18:05 | Postnova 5 | (14–20) | Knežević, Radičević 6 | Millennium Center, Vršac Asistență: 1.000 Arbitri: Opava, Válek |
| 5 decembrie 2012 18:05 | 1×         | Raport  | 4× 3×                 | Millennium Center, Vršac Asistență: 1.000 Arbitri: Opava, Válek |

| 5 decembrie 2012 20:15 | Islanda      | 19 – 22 | România    | Millennium Center, Vršac Asistență: 2.700 Arbitri: Lythje, Christiansen |
| 5 decembrie 2012 20:15 | Jónsdóttir 5 | (13-15) | Brădeanu 7 | Millennium Center, Vršac Asistență: 2.700 Arbitri: Lythje, Christiansen |
| 5 decembrie 2012 20:15 | 4× 3×        | Raport  | 3× 4×      | Millennium Center, Vršac Asistență: 2.700 Arbitri: Lythje, Christiansen |

| 7 decembrie 2012 18:05 | Rusia           | 30 – 21 | Islanda      | Millennium Center, Vršac Asistență: 3.000 Arbitri: Bonaventura, Bonaventura |
| 7 decembrie 2012 18:05 | Postnova, Sen 5 | (15–8)  | Jónsdóttir 4 | Millennium Center, Vršac Asistență: 3.000 Arbitri: Bonaventura, Bonaventura |
| 7 decembrie 2012 18:05 | 3× 2×           | Raport  | 2× 3×        | Millennium Center, Vršac Asistență: 3.000 Arbitri: Bonaventura, Bonaventura |

| 7 decembrie 2012 20:15 | România    | 20 – 23 | Muntenegru  | Millennium Center, Vršac Asistență: 4.000 Arbitri: Brunovský, Čanda |
| 7 decembrie 2012 20:15 | Brădeanu 6 | (10-9)  | Bulatović 9 | Millennium Center, Vršac Asistență: 4.000 Arbitri: Brunovský, Čanda |
| 7 decembrie 2012 20:15 | 2× 4×      | Raport  | 2× 3×       | Millennium Center, Vršac Asistență: 4.000 Arbitri: Brunovský, Čanda |

## Grupele principale
Primele două echipe clasate din fiecare grupă vor avansa în semifinale, în timp ce fiecare a treia clasată din fiecare grupă va concura într-un play-off pentru locurile 5-6. Orele de începere a meciurilor din Grupa I vor fi 16:10, 18:10 și 20:10, în timp ce partidele din Grupa a II-a vor începe de la orele 16:15, 18:15 și 20:15. The matches will be assigned after the preliminary round.
|  | Echipele calificate în semifinale             |
|  | Echipele care vor concura pentru locurile 5-6 |

Programul de desfășurare de mai jos respectă ora locală a Serbiei.

### Grupa I
| Echipa    | M | V | E | Î | GM  | GP  | G   | Pct |
| --------- | - | - | - | - | --- | --- | --- | --- |
| Norvegia  | 5 | 4 | 0 | 1 | 140 | 124 | +16 | 8   |
| Serbia    | 5 | 3 | 1 | 1 | 124 | 118 | +6  | 7   |
| Danemarca | 5 | 3 | 0 | 2 | 148 | 146 | +2  | 6   |
| Suedia    | 5 | 2 | 1 | 2 | 127 | 127 | 0   | 5   |
| Franța    | 5 | 2 | 0 | 3 | 111 | 115 | −4  | 4   |
| Cehia     | 5 | 0 | 0 | 5 | 121 | 141 | −20 | 0   |

| 10 decembrie 2012 16:10 | Cehia                     | 30 – 33 | Danemarca   | Kombank Arena, Belgrad Asistență: 400 Arbitri: Florescu, Duță |
| 10 decembrie 2012 16:10 | Knedlíková, Kutlvašrová 6 | (12–13) | Nørgaard 10 | Kombank Arena, Belgrad Asistență: 400 Arbitri: Florescu, Duță |
| 10 decembrie 2012 16:10 | 4×                        | Raport  | 4× 2×       | Kombank Arena, Belgrad Asistență: 400 Arbitri: Florescu, Duță |

| 10 decembrie 2012 18:10 | Norvegia  | 30 – 19 | Franța     | Kombank Arena, Belgrad Asistență: 500 Arbitri: Marín, García |
| 10 decembrie 2012 18:10 | Sulland 7 | (14–10) | Baudouin 5 | Kombank Arena, Belgrad Asistență: 500 Arbitri: Marín, García |
| 10 decembrie 2012 18:10 | 5× 3×     | Raport  | 2× 3×      | Kombank Arena, Belgrad Asistență: 500 Arbitri: Marín, García |

| 10 decembrie 2012 20:10 | Serbia    | 23 – 23 | Suedia       | Kombank Arena, Belgrad Asistență: 5.000 Arbitri: Stoļarovs, Līcis |
| 10 decembrie 2012 20:10 | Rajović 5 | (13–14) | Torstenson 8 | Kombank Arena, Belgrad Asistență: 5.000 Arbitri: Stoļarovs, Līcis |
| 10 decembrie 2012 20:10 | 2×        | Raport  | 2×           | Kombank Arena, Belgrad Asistență: 5.000 Arbitri: Stoļarovs, Līcis |

| 11 decembrie 2012 16:10 | Cehia       | 22 – 24 | Franța   | Kombank Arena, Belgrad Asistență: 800 Arbitri: Brehmer, Skowronek |
| 11 decembrie 2012 16:10 | Chrenková 4 | (10–14) | Ayglon 6 | Kombank Arena, Belgrad Asistență: 800 Arbitri: Brehmer, Skowronek |
| 11 decembrie 2012 16:10 | 2× 4×       | Raport  | 2× 3×    | Kombank Arena, Belgrad Asistență: 800 Arbitri: Brehmer, Skowronek |

| 11 decembrie 2012 18:10 | Norvegia | 28 – 25 | Suedia     | Kombank Arena, Belgrad Asistență: 1.200 Arbitri: Horvárth, Márton |
| 11 decembrie 2012 18:10 | Edin 9   | (12–14) | Gulldén 10 | Kombank Arena, Belgrad Asistență: 1.200 Arbitri: Horvárth, Márton |
| 11 decembrie 2012 18:10 | 2× 3×    | Raport  | 3×         | Kombank Arena, Belgrad Asistență: 1.200 Arbitri: Horvárth, Márton |

| 11 decembrie 2012 20:10 | Serbia        | 29 – 26 | Danemarca   | Kombank Arena, Belgrad Asistență: 5.000 Arbitri: Marín, García |
| 11 decembrie 2012 20:10 | Damnjanović 8 | (16–14) | Jørgensen 5 | Kombank Arena, Belgrad Asistență: 5.000 Arbitri: Marín, García |
| 11 decembrie 2012 20:10 | 6× 4×         | Raport  | 3× 2×       | Kombank Arena, Belgrad Asistență: 5.000 Arbitri: Marín, García |

| 13 decembrie 2012 16:10 | Cehia       | 26 – 35 | Suedia       | Kombank Arena, Belgrad Asistență: 1.500 Arbitri: Florescu, Duță |
| 13 decembrie 2012 16:10 | Chrenková 7 | (14–14) | Fogelström 7 | Kombank Arena, Belgrad Asistență: 1.500 Arbitri: Florescu, Duță |
| 13 decembrie 2012 16:10 | 1× 3×       | Raport  | 3×           | Kombank Arena, Belgrad Asistență: 1.500 Arbitri: Florescu, Duță |

| 13 decembrie 2012 18:10 | Serbia    | 18 – 17 | Franța    | Kombank Arena, Belgrad Asistență: 8.000 Arbitri: Gusko, Repkin |
| 13 decembrie 2012 18:10 | Rajović 5 | (10–6)  | Signate 4 | Kombank Arena, Belgrad Asistență: 8.000 Arbitri: Gusko, Repkin |
| 13 decembrie 2012 18:10 | 2× 3×     | Raport  | 3× 4×     | Kombank Arena, Belgrad Asistență: 8.000 Arbitri: Gusko, Repkin |

| 13 decembrie 2012 20:10 | Norvegia          | 33 – 35 | Danemarca  | Kombank Arena, Belgrad Asistență: 2.500 Arbitri: Horvárth, Márton |
| 13 decembrie 2012 20:10 | Sulland, Alstad 6 | (17–15) | Burgaard 8 | Kombank Arena, Belgrad Asistență: 2.500 Arbitri: Horvárth, Márton |
| 13 decembrie 2012 20:10 | 3×                | Raport  | 3×         | Kombank Arena, Belgrad Asistență: 2.500 Arbitri: Horvárth, Márton |

### Grupa a II-a
| Echipa     | M | V | E | Î | GM  | GP  | G  | Pct |
| ---------- | - | - | - | - | --- | --- | -- | --- |
| Muntenegru | 5 | 4 | 0 | 1 | 128 | 123 | +5 | 8   |
| Ungaria    | 5 | 3 | 0 | 2 | 132 | 130 | +2 | 6   |
| Rusia      | 5 | 1 | 3 | 1 | 130 | 127 | +3 | 5   |
| Germania   | 5 | 2 | 1 | 2 | 119 | 116 | +3 | 5   |
| România    | 5 | 1 | 1 | 3 | 114 | 120 | −6 | 3   |
| Spania     | 5 | 1 | 1 | 3 | 128 | 135 | −7 | 3   |

| 9 decembrie 2012 16:15 | Spania              | 26 – 31 | România        | SPC Vojvodina, Novi Sad Asistență: 700 Arbitri: Bonaventura, Bonaventura |
| 9 decembrie 2012 16:15 | Fernández, Mangué 5 | (12–15) | Neagu, Curea 7 | SPC Vojvodina, Novi Sad Asistență: 700 Arbitri: Bonaventura, Bonaventura |
| 9 decembrie 2012 16:15 | 4× 3×               | Raport  | 2× 1×          | SPC Vojvodina, Novi Sad Asistență: 700 Arbitri: Bonaventura, Bonaventura |

| 9 decembrie 2012 18:15 | Ungaria       | 26 – 28 | Muntenegru  | SPC Vojvodina, Novi Sad Asistență: 1.500 Arbitri: Opava, Válek |
| 9 decembrie 2012 18:15 | Szucsánszki 8 | (9–15)  | Radičević 9 | SPC Vojvodina, Novi Sad Asistență: 1.500 Arbitri: Opava, Válek |
| 9 decembrie 2012 18:15 | 3× 1×         | Raport  | 5× 2×       | SPC Vojvodina, Novi Sad Asistență: 1.500 Arbitri: Opava, Válek |

| 9 decembrie 2012 20:15 | Germania    | 26 – 26 | Rusia     | SPC Vojvodina, Novi Sad Asistență: 600 Arbitri: Marić, Mašić |
| 9 decembrie 2012 20:15 | Steinbach 9 | (16–13) | Hmirova 6 | SPC Vojvodina, Novi Sad Asistență: 600 Arbitri: Marić, Mašić |
| 9 decembrie 2012 20:15 | 3×          | Raport  | 3×        | SPC Vojvodina, Novi Sad Asistență: 600 Arbitri: Marić, Mašić |

| 11 decembrie 2012 16:15 | Spania    | 25 – 25 | Rusia      | SPC Vojvodina, Novi Sad Asistență: 800 Arbitri: Crnojević, Kostecki-Radić |
| 11 decembrie 2012 16:15 | Martín 11 | (13–14) | Postnova 7 | SPC Vojvodina, Novi Sad Asistență: 800 Arbitri: Crnojević, Kostecki-Radić |
| 11 decembrie 2012 16:15 | 3×        | Raport  | 3× 1×      | SPC Vojvodina, Novi Sad Asistență: 800 Arbitri: Crnojević, Kostecki-Radić |

| 11 decembrie 2012 18:15 | Germania    | 27 – 20 | Muntenegru  | SPC Vojvodina, Novi Sad Asistență: 1.000 Arbitri: Bonaventura, Bonaventura |
| 11 decembrie 2012 18:15 | Steinbach 7 | (14–9)  | Bulatović 6 | SPC Vojvodina, Novi Sad Asistență: 1.000 Arbitri: Bonaventura, Bonaventura |
| 11 decembrie 2012 18:15 | 3×          | Raport  | 3×          | SPC Vojvodina, Novi Sad Asistență: 1.000 Arbitri: Bonaventura, Bonaventura |

| 11 decembrie 2012 20:15 | Ungaria  | 25 – 19 | România          | SPC Vojvodina, Novi Sad Asistență: 1.200 Arbitri: Gusko, Repkin |
| 11 decembrie 2012 20:15 | Vérten 7 | (14–12) | Neagu, Nechita 6 | SPC Vojvodina, Novi Sad Asistență: 1.200 Arbitri: Gusko, Repkin |
| 11 decembrie 2012 20:15 | 2× 3×    | Raport  | 1× 3×            | SPC Vojvodina, Novi Sad Asistență: 1.200 Arbitri: Gusko, Repkin |

| 13 decembrie 2012 16:15 | Spania      | 23 – 27 | Muntenegru  | SPC Vojvodina, Novi Sad Asistență: 1.200 Arbitri: Brehmer, Skowronek |
| 13 decembrie 2012 16:15 | Fernández 7 | (16–13) | Bulatović 6 | SPC Vojvodina, Novi Sad Asistență: 1.200 Arbitri: Brehmer, Skowronek |
| 13 decembrie 2012 16:15 | 4×          | Raport  | 7× 4×       | SPC Vojvodina, Novi Sad Asistență: 1.200 Arbitri: Brehmer, Skowronek |

| 13 decembrie 2012 18:15 | Germania    | 25 – 23 | România              | SPC Vojvodina, Novi Sad Asistență: 1.200 Arbitri: Opava, Válek |
| 13 decembrie 2012 18:15 | Steinbach 8 | (16–9)  | Vădineanu, Nechita 7 | SPC Vojvodina, Novi Sad Asistență: 1.200 Arbitri: Opava, Válek |
| 13 decembrie 2012 18:15 | 3×          | Raport  | 2× 4× 1×             | SPC Vojvodina, Novi Sad Asistență: 1.200 Arbitri: Opava, Válek |

| 13 decembrie 2012 20:15 | Ungaria      | 25 – 31 | Rusia   | SPC Vojvodina, Novi Sad Asistență: 1.200 Arbitri: Crnojević, Kostecki-Radić |
| 13 decembrie 2012 20:15 | Rédei Soós 5 | (11–13) | Ilina 7 | SPC Vojvodina, Novi Sad Asistență: 1.200 Arbitri: Crnojević, Kostecki-Radić |
| 13 decembrie 2012 20:15 | 2× 3×        | Raport  | 4× 3×   | SPC Vojvodina, Novi Sad Asistență: 1.200 Arbitri: Crnojević, Kostecki-Radić |

## Fazele eliminatorii

### Rezumat
|  | Semifinale   | Semifinale              |    |                      | Finala       | Finala |  |
|  |              |                         |    |                      |              |        |  |
|  | 15 decembrie |                         |    |                      |              |        |  |
|  | Norvegia     | 30                      |    |                      |              |        |  |
|  | Ungaria      | 19                      |    |                      |              |        |  |
|  |              |                         |    |                      |              |        |  |
|  |              |                         |    |                      | 16 December  |        |  |
|  |              |                         |    |                      | Norvegia     | 31     |  |
|  |              | Muntenegru (prelungiri) | 34 |                      |              |        |  |
|  |              |                         |    |                      |              |        |  |
|  |              |                         |    |                      |              |        |  |
|  |              |                         |    |                      | Finala mică  |        |  |
|  | 15 decembrie | 15 decembrie            |    | 16 decembrie         | 16 decembrie |        |  |
|  | Serbia       | 26                      |    | Ungaria (prelungiri) | 41           |        |  |
|  | Muntenegru   | 27                      |    |                      | Serbia       | 38     |  |

### Semifinalele
| 15 decembrie 2012 14:30 | Norvegia                 | 30 – 19 | Ungaria   | Kombank Arena, Belgrad Asistență: 5.000 Arbitri: Bonaventura, Bonaventura |
| 15 decembrie 2012 14:30 | Edin, Riegelhuth Koren 6 | (16–11) | Görbicz 6 | Kombank Arena, Belgrad Asistență: 5.000 Arbitri: Bonaventura, Bonaventura |
| 15 decembrie 2012 14:30 | 4× 3×                    | Raport  | 3×        | Kombank Arena, Belgrad Asistență: 5.000 Arbitri: Bonaventura, Bonaventura |

| 15 decembrie 2012 17:00 | Serbia      | 26 – 27 | Muntenegru | Kombank Arena, Belgrad Asistență: 13.000 Arbitri: Stoļarovs, Līcis |
| 15 decembrie 2012 17:00 | Filipović 7 | (14–13) | Knežević 8 | Kombank Arena, Belgrad Asistență: 13.000 Arbitri: Stoļarovs, Līcis |
| 15 decembrie 2012 17:00 | 4× 3×       | Raport  | 3× 4×      | Kombank Arena, Belgrad Asistență: 13.000 Arbitri: Stoļarovs, Līcis |

### Locurile 5-6
| 15 decembrie 2012 12:00 | Danemarca            | 32 – 30 | Rusia | Kombank Arena, Belgrad Asistență: 800 Arbitri: Marić, Mašić |
| 15 decembrie 2012 12:00 | Nørgaard, Burgaard 8 | (15–15) | Sen 6 | Kombank Arena, Belgrad Asistență: 800 Arbitri: Marić, Mašić |
| 15 decembrie 2012 12:00 | 5× 3×                | Raport  | 3×    | Kombank Arena, Belgrad Asistență: 800 Arbitri: Marić, Mašić |

### Locurile 3-4
| 16 decembrie 2012 14:30 | Ungaria              | 41 – 38 (Prel.) | Serbia           | Kombank Arena, Belgrad Asistență: 11.000 Arbitri: Gusko, Repkin |
| 16 decembrie 2012 14:30 | Rédei Soós 9         | (21–19)         | trei jucătoare 7 | Kombank Arena, Belgrad Asistență: 11.000 Arbitri: Gusko, Repkin |
| 16 decembrie 2012 14:30 | 1× 4×                | Raport          | 4×               | Kombank Arena, Belgrad Asistență: 11.000 Arbitri: Gusko, Repkin |
| 16 decembrie 2012 14:30 | FT: 33–33 Prel.: 8–5 |                 |                  | Kombank Arena, Belgrad Asistență: 11.000 Arbitri: Gusko, Repkin |

### Finala
| 16 decembrie 2012 17:00 | Norvegia                  | 31 – 34 (Prel.) | Muntenegru  | Kombank Arena, Belgrad Asistență: 10.000 Arbitri: Marín, García |
| 16 decembrie 2012 17:00 | Alstad 11                 | (11–12)         | Knežević 10 | Kombank Arena, Belgrad Asistență: 10.000 Arbitri: Marín, García |
| 16 decembrie 2012 17:00 | 2× 3×                     | Raport          | 7× 4×       | Kombank Arena, Belgrad Asistență: 10.000 Arbitri: Marín, García |
| 16 decembrie 2012 17:00 | FT: 24–24 Prel.: 4–4, 3–6 |                 |             | Kombank Arena, Belgrad Asistență: 10.000 Arbitri: Marín, García |

## Clasament și statistici

### Clasamentul final
|    | Muntenegru        |
|    | Norvegia          |
|    | Ungaria           |
| 4  | Serbia            |
| 5  | Danemarca         |
| 6  | Rusia             |
| 7  | Germania          |
| 8  | Suedia            |
| 9  | Franța            |
| 10 | România           |
| 11 | Spania            |
| 12 | Cehia             |
| 13 | Croația           |
| 14 | Ucraina           |
| 15 | Islanda           |
| 16 | Macedonia de Nord |

### Top marcatoare
| Poz. | Nume               | Echipă     | Goluri | Șuturi | %   |
| ---- | ------------------ | ---------- | ------ | ------ | --- |
| 1    | Katarina Bulatović | Muntenegru | 56     | 119    | 47% |
| 2    | Anita Görbicz      | Ungaria    | 41     | 70     | 59% |
| 2    | Milena Knežević    | Muntenegru | 41     | 87     | 47% |
| 4    | Jovanka Radičević  | Muntenegru | 40     | 61     | 66% |
| 5    | Linn Jørum Sulland | Norvegia   | 36     | 68     | 53% |
| 6    | Ann Grete Norgaard | Danemarca  | 37     | 51     | 73% |
| 6    | Zsuzsanna Tomori   | Ungaria    | 37     | 66     | 56% |
| 8    | Anja Edin          | Norvegia   | 34     | 61     | 56% |
| 9    | Isabelle Gulldén   | Suedia     | 33     | 56     | 59% |
| 9    | Andrea Lekić       | Serbia     | 33     | 57     | 58% |
| 9    | Laura Steinbach    | Germania   | 33     | 56     | 59% |

Sursa: SportResult.com Arhivat în 18 august 2020, la Wayback Machine.

### All-Star Team
- Portar:  Katrine Lunde Haraldsen (NOR)
- Extremă stânga:  Polina Kuznețova (RUS)
- Inter stânga:  Sanja Damnjanović (SRB)
- Coordonator:  Andrea Lekić (SRB)
- Pivot:  Heidi Løke (NOR)
- Inter dreapta:  Katarina Bulatović (MNE)
- Extremă dreapta:  Jovanka Radičević (MNE)

### Alte premii
- Cea mai bună jucătoare:  Anja Edin (NOR)
- Cea mai bună apărătoare:  Anja Althaus (GER)

Sursa: EHF, pagina oficială a CE 2012